# Карл Густав фон Брінкман
Карл Густав фон Брінкман (швед. Carl Gustaf von Brinkman; 25 лютого 1764 — 25 січня 1847) — шведський державний діяч і поет.

## Біографія
Карл Густав фон Брінкман навчався в Упсалі, потім відвідував Гальський (де зблизився з Фрідріхом Шлаєрмахером), Лейпцизький і Єнський університети.
Повернувшись в 1790 році до Швеції, він вступив на дипломатичну службу. У 1792 році був секретарем шведського посольства в Дрездені, а в 1798 став повіреним в справах в Парижі, звідки був змушений після 18 брюмера виїхати. Потім, в 1801 році, він вирушив в тому ж званні до прусського двору, а пізніше, в 1808 році, посланником в Лондон, але в 1810 році був відкликаний в Стокгольм і призначений надвірним канцлером. Шведська академія обрала його в 1828 році своїм членом.
Його перші «Вірші» (2 т., Лейпциг, 1789) вийшли під псевдонімом Сельмара; крім того, він надрукував у Парижі невеликий том віршів для своїх друзів. Потім вийшли в світ його «Філософські погляди і вірші» (Берл., 1806). Його вірш «Мир генія» Шведська академія вшанувала першою премією.
Довгий час його вважали автором «Записок пана фон С—а», які, однак, були написані Вольтманом. У газеті «Svea» він надрукував в 1828 р «Tankebilder», які згодом з'явилися в збірнику «Vitterhetsförsök» (ч. I і II, Стокгольм, 1842). У продовження багатьох років він був у дипломатичному листуванні з мадам де Сталь.